# Грб Пермјакије
Грб Пермјакије је био званични симбол једног од бивших субјеката Руске федерације са статусом аутономног округа — Пермјакије. Грб је званично усвојен 1990их, а са укидањем Коми-Пермјачког аутономног округа грб се више не користи.

## Опис грба
Грб Пермјакије има облик француског хералдичког штита чије је поље хоризонтално подјељено на три мања поља на црвено, сребрно и азурно-плаво поље. На црвеном пољу се налази соларни знак, а на сребрном црвени медвјед у покрету, окренут на лијево (хералдички десно).
Грб је крунисан кнежевском круном посебне врсте, карактеристична за Пермјакију.